# 赵敦临

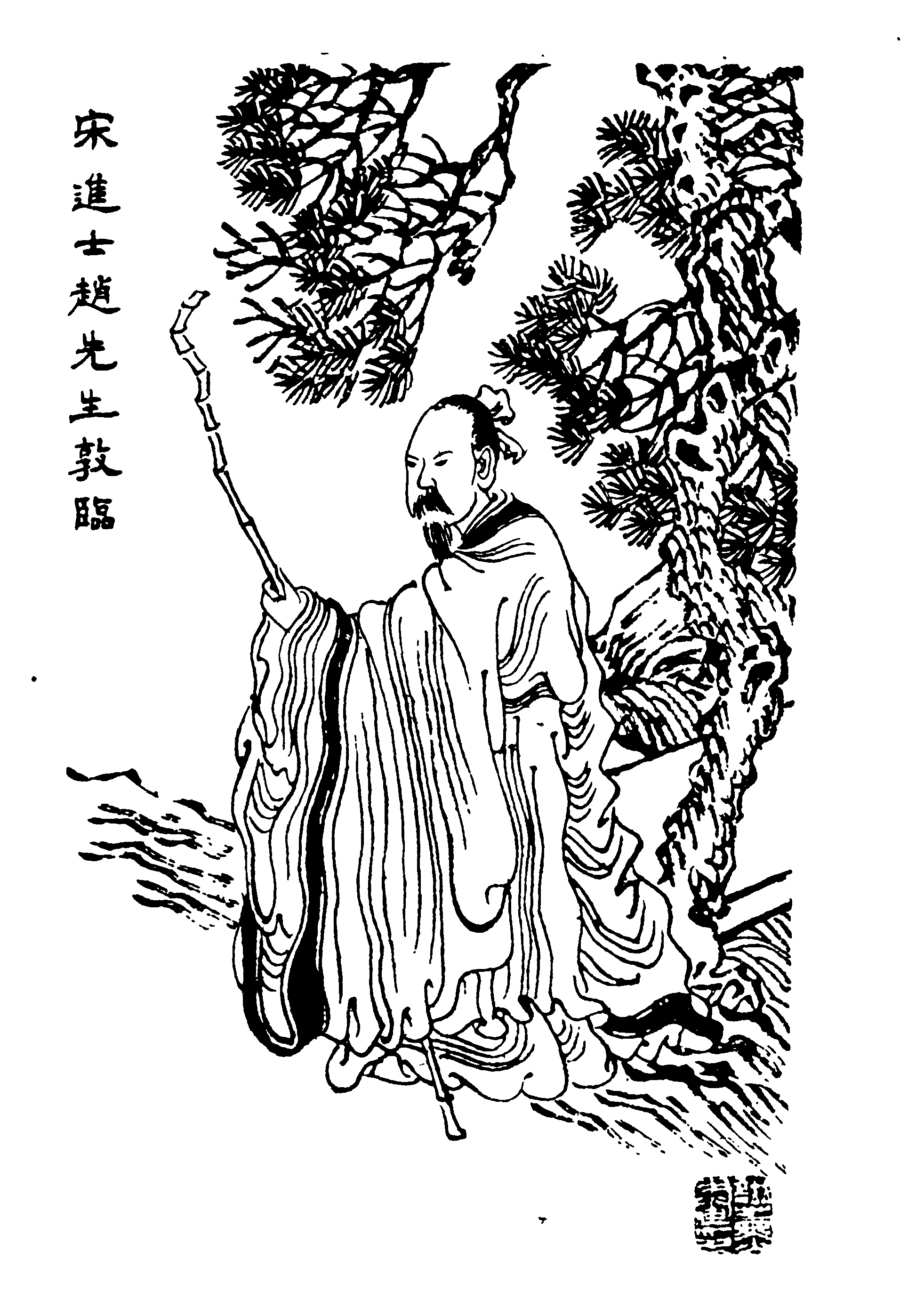
宋進士趙先生敦臨（清代畫家虞琴所繪，出自《四明人鑑》）

赵敦临，字芘民，明州人。宋朝儒学家、经学家，以博通《六经》闻名。

## 生平
籍庆元府鄞县，另说奉化人。少年时是太学生。与高闶同学，从学于杨时。绍兴五年(1135年)，登进士第。授萧山县主簿，为官清正廉洁，受到不少人的推荐，改任湖州儒学教授。后又任乐清县令。 
生前学生众多，很多名臣如魏杞、汪大猷都是他的学生。

## 趣事
洪迈《夷坚志》中记载赵敦临是太学生的时候，在政和戊戌年，梦见有状元在那一年出生。绍兴乙卯，赵敦临考中进士，当年的状元是汪圣锡，恰好生于戊戌，时年十八岁，果然与赵敦临十八年前梦见的一样。

## 代表著作
以注解儒家经典著称于时，但著作均失传。
- 《尚书解》
- 《论语解》
- 《孟子解》
- 《春秋解》